# Exocarpos vitiensis
Exocarpos vitiensis là một loài thực vật có hoa trong họ Santalaceae. Loài này được A.C.Sm. mô tả khoa học đầu tiên năm 1942.